# Dictyssa marginepunctata
Dictyssa marginepunctata är en insektsart som beskrevs av Melichar 1906. Dictyssa marginepunctata ingår i släktet Dictyssa och familjen sköldstritar. Inga underarter finns listade i Catalogue of Life.